# Thomas Florschütz
Thomas Florschütz, né le 20 février 1978 à Sonneberg, est un bobeur allemand en tant que pilote.

## Biographie
Au cours de sa carrière, Thomas Florschütz a été deux fois vice-champion du monde de bob à 2 en 2008 et 2009 et champion du monde de l'épreuve par équipe, en coupe du monde il a terminé une fois troisième du classement général de bob à 2 en 2009. Il est devenu vice-champion olympique en 2010 à Vancouver du bob à deux avec Richard Adjei. Son frère André est un ancien lugeur de haut niveau.

## Palmarès

### Jeux Olympiques
- : médaillé d'argent en bob à 2 aux JO 2010.

### Championnats monde
- : médaillé d'or en équipe mixte aux championnats monde de 2009.
- : médaillé d'argent en bob à 2 aux championnats monde de 2008, 2009 et 2011.
- : médaillé de bronze en bob à 2 aux championnats monde de 2013.

### Coupe du monde
- 34 podiums  : 
  - en bob à 2 : 8 victoires, 8 deuxièmes places et 3 troisièmes places.
  - en bob à 4 : 1 victoire, 4 deuxièmes places et 10 troisièmes places.
- 2 podiums en équipe mixte : 2 victoires.

#### Détails des victoires en Coupe du monde
| Édition   | Bob à 2                        | Bob à 4    |
| 2008-2009 | Igls Königssee Whistler        |            |
| 2009-2010 | Königssee                      |            |
| 2011-2012 | La Plagne Winterberg Altenberg | Winterberg |
| 2012-2013 | Altenberg                      |            |